# Bill Molenhof
Bill Molenhof (St. Louis, 2 januari 1954) is een Amerikaanse jazzvibrafonist, -marimbafonist en -componist.

## Biografie
Molenhof kreeg pianoles van een tante en slagwerk-les van een muzikant van de St. Louis Symphony. Hij studeerde bij George Gaber aan Indiana University.
In 1974 ging hij werken als beroepsmuzikant, hij toerde dat jaar met Wayne Johnson, Danny Gottlieb en zangeres Oleta Adams. Hij studeerde jazz aan Berklee College of Music, trad op met James Williams en Pat Metheny en schreef een aantal composities onder de titel Music for the Day. In 1976 ging hij naar New York, waar hij Jackie & Roy begeleidde. Tevens trad hij op met Ruby Braff, Hank Roberts, Tim Berne, Zbigniew Namysłowski, Roberto Ottaviano en Keith Copeland. Sinds 1982 heeft hij meerdere albums gemaakt, In 2016 verscheen zijn plaat Jazz Winds of Patagonia, gemaakt met Gil Goldstein en Jeff Berlin. Zijn compositie Waltz King werd ook opgenomen door Alain Huteau/Michel Gastaud.
Vanaf 1983 woonde hij 20 jaar in Europa, waar hij les gaf aan de Hochschule für Musik Nürnberg. Hij deed dat ook aan Ithaca College, Temple University en de Manhattan School of Music.